# 스프루언스급 구축함
스프루언스급 구축함(Spruance Class Destroyer)은 과거 미국 해군의 주력 구축함으로 2010년대 기준으로 전량 이미 퇴역했다.

## 개발

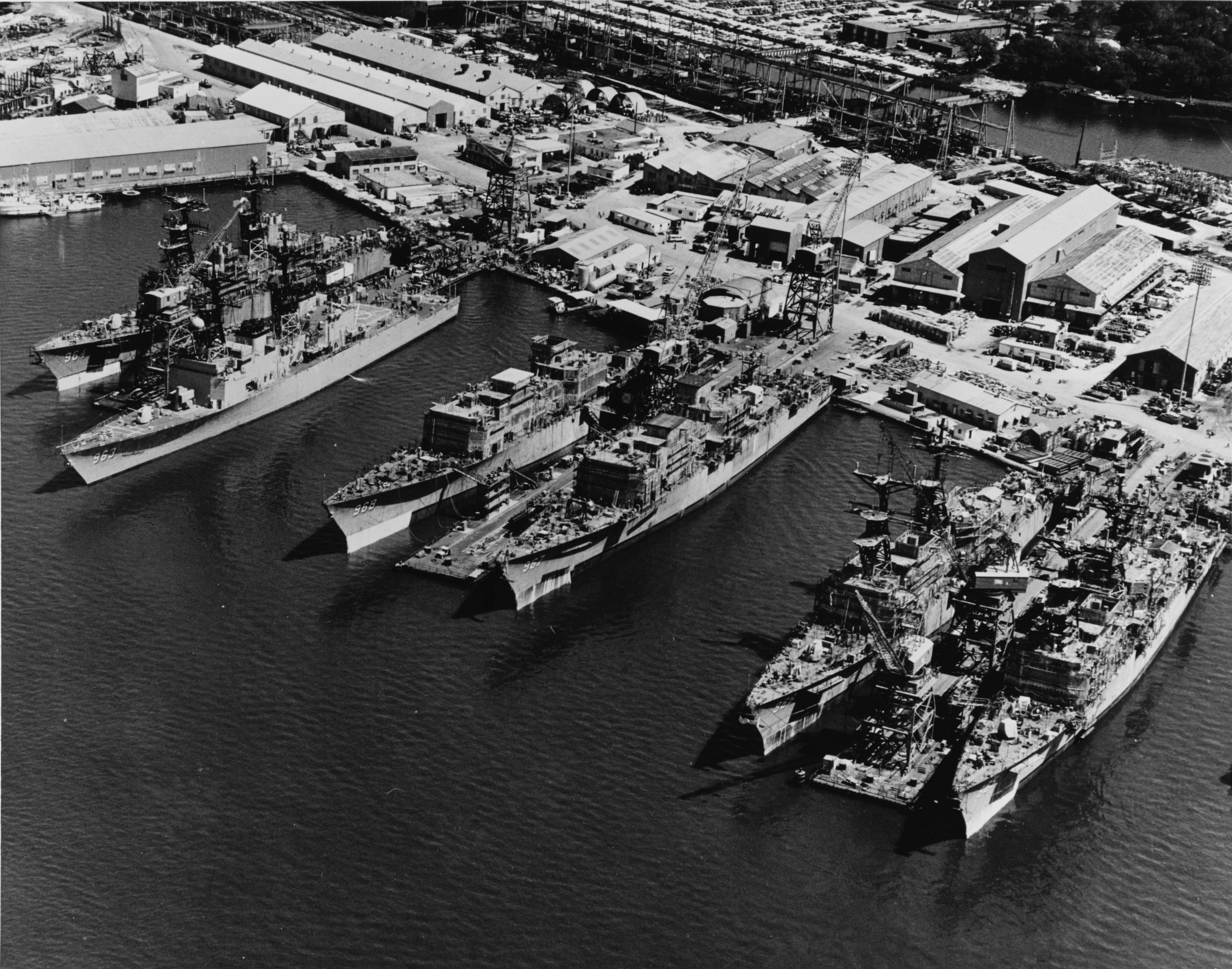
1975년 5월, 6대의 스프루언스급이 리튼 이스트 뱅크 조선소에 정박해 있다. 왼쪽부터 DD-964 폴 F. 포스터 DD-963 스푸루언스 DD-968 아서 W. 래드포드 DD-967 엘리엇 DD-966 휴잇 DD-965 Kinkaid

1960년대 미국 해군은 날로 증가하는 소련 해군의 원자력잠수함의 위협이 증대되었다. 이러한 위협은  2차 대전 당시에 설계되어 이미 구식화된 기존의 기어링급 구축함, 알렌 M. 섬너급 구축함으로는 대응하기가 매우힘들었다. 또한 동시에 항공모함을 호위하기 위한 새로운 디자인과 설계의 헬기 탑재 구축함에 대한 수요도 점차 증대되었다.
이에 당시 미국의 국방장관이었던 로버트 맥나마라는 이러한 상황에 대응하기 위해 새로운 구축함 사업인 DX/DXG을 진행하게 되었다. 1968년에 각 조선소에 설계계획을 제시하였고 1970년 리튼사(현 잉걸스 조선소)와 건조계약을 채결하였다.
이후 1975년 초도함인 DD-963 스프루언스함이 취역하였고 이후 1983년까지 총 31척이 건조되었다.

## 특징
이 함은 이전의 함정들과 달리 미국 해군 최초로 가스터빈엔진을 채용한 함정이다.
양산 효과를 높이기 위해 블록형 건조를 채용하였다. 대형 함정임에도 불구하고 ECM을 최소화하고 정숙성을 극대화하였고 기존의 주력대잠무기인 Mk.46 어뢰뿐만이 아니라 대잠 로켓인 ASROC 채용하는등 대잠능력에 특화된 함정이다.
또한, 토마호크 미사일 탑재하여 중장거리 대지 타격능력을 부여하였다.
반면 이 함정은 대공무기가 기본적인 개함방공만 가능한 AIM-7 스패로 단거리 대공미사일과 골키퍼 CIWS만 탑재하여 함의 크기에 비해 대공방어체계가 부족하다는 논란이 있었다.

## 동급함정
| 함명              | 홀 넘버 | 취역? 퇴역    | Disposition                                                       | 링크 |
| ----------------- | ------- | ------------- | ----------------------------------------------------------------- | ---- |
| 스푸루언스        | DD-963  | 1975년-2005년 | 함대 훈련 목표물로 사용되어 폭파됨                                |      |
| 폴 F. 포스터      | DD-964  | 1976년-2003년 | 현재 사용중, EDD-964로 변경됨.                                    |      |
| Kinkaid           | DD-965  | 1976년-2003년 | 함대 훈련 목표물로 사용되어 폭파됨                                |      |
| Hewitt            | DD-966  | 1976년-2001년 | Disposed of by scrapping, dismantling                             |      |
| 엘리엇            | DD-967  | 1977년-2003년 | 함대 훈련 목표물로 사용되어 폭파됨                                |      |
| Arthur W. Radford | DD-968  | 1977-2003     | Stricken, to be disposed of in support of Fleet training exercise |      |
| Peterson          | DD-969  | 1977-2002     | 함대 훈련 목표물로 사용되어 폭파됨                                |      |
| Caron             | DD-970  | 1977-2001     | 함대 훈련 목표물로 사용되어 폭파됨                                |      |
| David R. Ray      | DD-971  | 1977-2002     | 함대 훈련 목표물로 사용되어 폭파됨                                |      |
| Oldendorf         | DD-972  | 1978-2003     | 함대 훈련 목표물로 사용되어 폭파됨                                |      |
| John Young        | DD-973  | 1978-2002     | 함대 훈련 목표물로 사용되어 폭파됨                                |      |
| Comte de Grasse   | DD-974  | 1978-1998     | 함대 훈련 목표물로 사용되어 폭파됨                                |      |
| O'Brien           | DD-975  | 1977-2004     | 함대 훈련 목표물로 사용되어 폭파됨                                |      |
| Merrill           | DD-976  | 1978-1998     | 함대 훈련 목표물로 사용되어 폭파됨                                |      |
| Briscoe           | DD-977  | 1978-2003     | 함대 훈련 목표물로 사용되어 폭파됨                                |      |
| Stump             | DD-978  | 1978-2004     | 함대 훈련 목표물로 사용되어 폭파됨                                |      |
| Conolly           | DD-979  | 1978-1998     | Stricken, due to be sunk as target                                |      |
| Moosbrugger       | DD-980  | 1978-2000     | Disposed of by scrapping, dismantling                             |      |
| John Hancock      | DD-981  | 1978-2000     | Disposed of by scrapping, dismantling                             |      |
| Nicholson         | DD-982  | 1979-2002     | Disposed of in support of Fleet training exercise                 |      |
| John Rodgers      | DD-983  | 1979-1998     | Disposed of by scrapping, dismantling                             |      |
| Leftwich          | DD-984  | 1979-1998     | 함대 훈련 목표물로 사용되어 폭파됨                                |      |
| Cushing           | DD-985  | 1979-2005     | Stricken, to be disposed of by Foreign Military Sale              |      |
| Harry W. Hill     | DD-986  | 1979-1998     | 함대 훈련 목표물로 사용되어 폭파됨                                |      |
| O'Bannon          | DD-987  | 1979-2005     | 함대 훈련 목표물로 사용되어 폭파됨                                |      |
| Thorn             | DD-988  | 1980-2004     | 함대 훈련 목표물로 사용되어 폭파됨                                |      |
| Deyo              | DD-989  | 1980-2003     | 함대 훈련 목표물로 사용되어 폭파됨                                |      |
| Ingersoll         | DD-990  | 1980-1998     | 함대 훈련 목표물로 사용되어 폭파됨                                |      |
| Fife              | DD-991  | 1980-2003     | 함대 훈련 목표물로 사용되어 폭파됨                                |      |
| Fletcher          | DD-992  | 1980-2004     | 함대 훈련 목표물로 사용되어 폭파됨                                |      |
| Hayler            | DD-997  | 1983-2003     | 함대 훈련 목표물로 사용되어 폭파됨                                |      |

## 같이 보기
- 키드급 구축함
- 찰스 F. 애덤스급 구축함
- 시라네급 구축함
- 하루나급 구축함